# Los Chiles

Los Chiles is een stadje (ciudad) en deelgemeente (distrito) in Costa Rica en is tevens de hoofdplaats van de gelijknamige gemeente (cantón). De stad is gelegen in de provincie Alajuela. Het heeft 18.200 inwoners; het beslaat een oppervlakte van 536 km² en ligt 43 meter boven de zeespiegel.